# Přeslička rolní

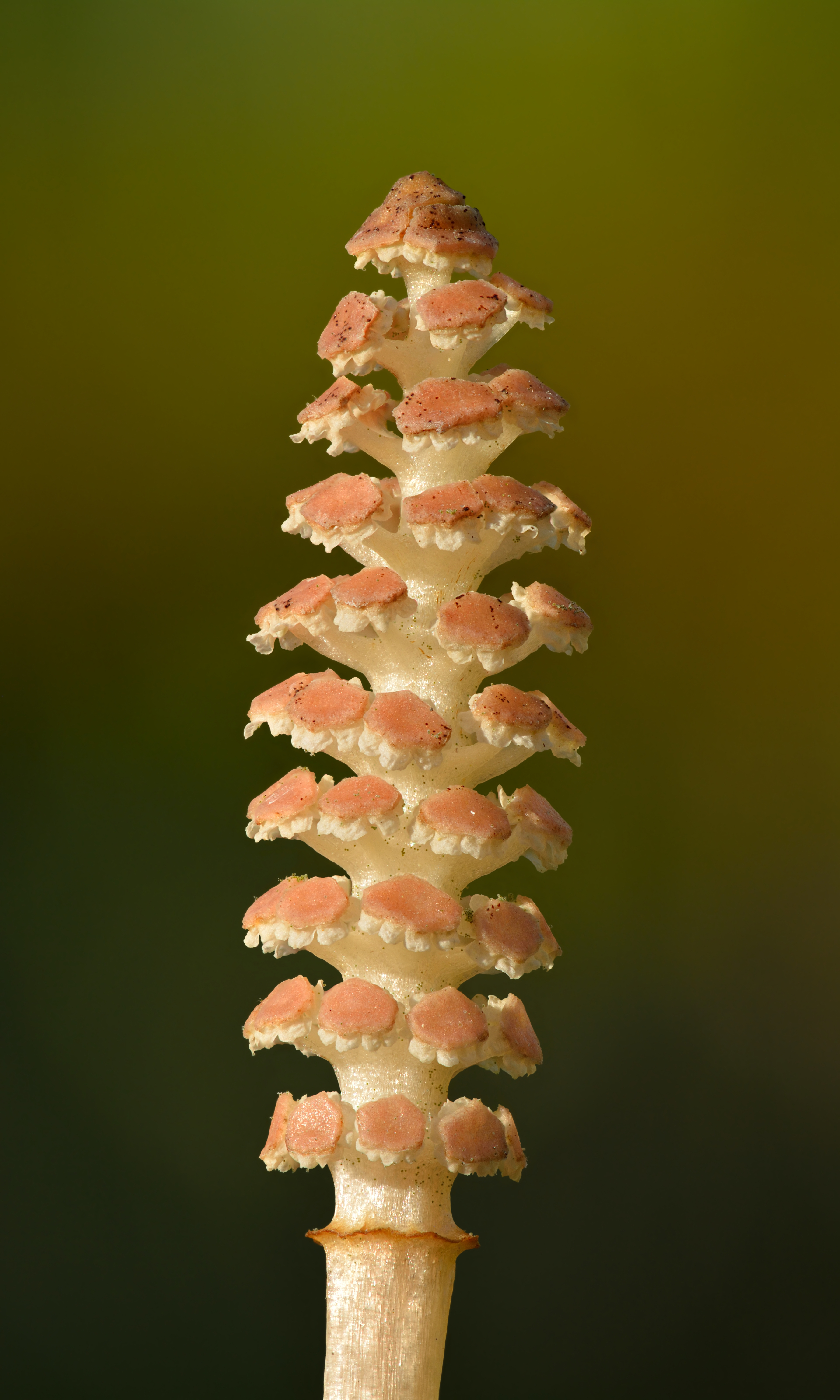
Jarní lodyha přesličky rolní s výtrusným klasem

Přeslička rolní (Equisetum arvense) je druh byliny ze třídy přesličky.

## Popis
Přeslička rolní je vytrvalá výtrusná bylina vysoká nejčastěji 10–70 cm. Na rozdíl od přesličky bahenní má přeslička rolní výrazný sezónní dimorfismus. Na jaře vyrůstá fertilní (plodná) lodyha s výtrusnicovým klasem, která je nezelená, později vyrůstá sterilní (neplodná) letní zelená lodyha. 
Letní lodyha je mělce rýhovaná a přeslenitě se větví; střední dutina zabírá asi třetinu průměru lodyhy. Jako u ostatních přesliček se v každé uzlině nachází pochva, což jsou vlastně bočně srostlé přeslenitě uspořádané listy – ty mají nahoře volné konce a tvoří zuby pochvy. První článek v přeslenu je delší než příslušná lodyžní pochva na hlavním stonku (na rozdíl od přesličky bahenní, kde je to naopak). Jarní lodyha je 10–20 cm vysoká, nezelená, hnědavá až červenohnědá, na vrcholu je 1–4 cm dlouhý elipsoidní výtrusnicový klas (strobilus). O životním cyklu přesliček viz přeslička.

## Rozšíření
Roste téměř v celé Evropě a Asii (kromě tropů) a také ve velké části Severní Ameriky. Adventivní výskyt (výskyt nepůvodní rostliny, zavlečené rostliny) byl zaznamenán na Novém Zélandu a v jižní Africe.

### Rozšíření v Česku
Přeslička rolní je hojný druh rozšířený od nížin do hor, je asi nejhojnější přesličkou v ČR. Nejčastější je jako polní plevel, ale může se vyskytovat i jinde, např. v luzích.

## Riziko záměny
Při sběru nati přesličky rolní hrozí záměna zejména se vzhledově podobnou, avšak jedovatou přesličkou bahenní. Přeslička bahenní roste obecně na vlhčích až mokrých stanovištích, je však možné ji nalézt i na náspech nebo na polích. Spolehlivým rozlišovacím znakem je délka bazálního článku postranních větévek. Tento článek (první u stonku) je u přesličky rolní delší než zubatá pochva obklopující stonek, zatímco u přesličky bahenní je kratší. Odlišný je také charakter dutin na řezu lodyhou. Přeslička rolní má velkou centrální dutinu a drobné vedlejší kanálky, zatímco u přesličky bahenní jsou vedlejší kanálky velké (viz též externí odkazy).

## Vědecká synonyma
- Equisetum arvense var. alpestre Wahlenb.
- Equisetum arvense var. boreale (Bong.) Rupr.
- Equisetum calderi Boivin
- Equisetum arvense var. campestre Wahlenb.
- Equisetum arvense var. riparium Farw.

## Lidové názvy
Bezlist, blivačka, bylina konevní (cídily se s ní konve), cepílek, cídivka, divé proso, divoké proso, duvok, chvost, chvosť, chvošč, chvošče, chvošť, chvoště, chvoštěnka, kačení mýdlo, kartáč, kauviš, kociál, kocical, kocicol, kocuřina, kočičí hřbet, kočičí chvost, kočičí ocas, koní ocas, koňská štětka, koňský ocas, kopí svatého Václava, křemenka, kudela, kudelka, lubeček, plivačka, prasátka, praslice, praslička, přanda, přaska, přáska, přaslena, přaslenka, přaslička, přástka, přesle, přeslice, přesličí, přeslička léčivá, přeslička polní, přeslina, řehtačky, skřib, skřip, smldí, stolička, střaslička, škrabka, škrejp, škríp, škyb, štětka, tráva šmirglová, třaslavice, třaslavka, třaslena, třaslice, třaslička, třeslička, usranka, věchtoví, veverčí ocas, veverčí ocásek, vevrčí ocas.

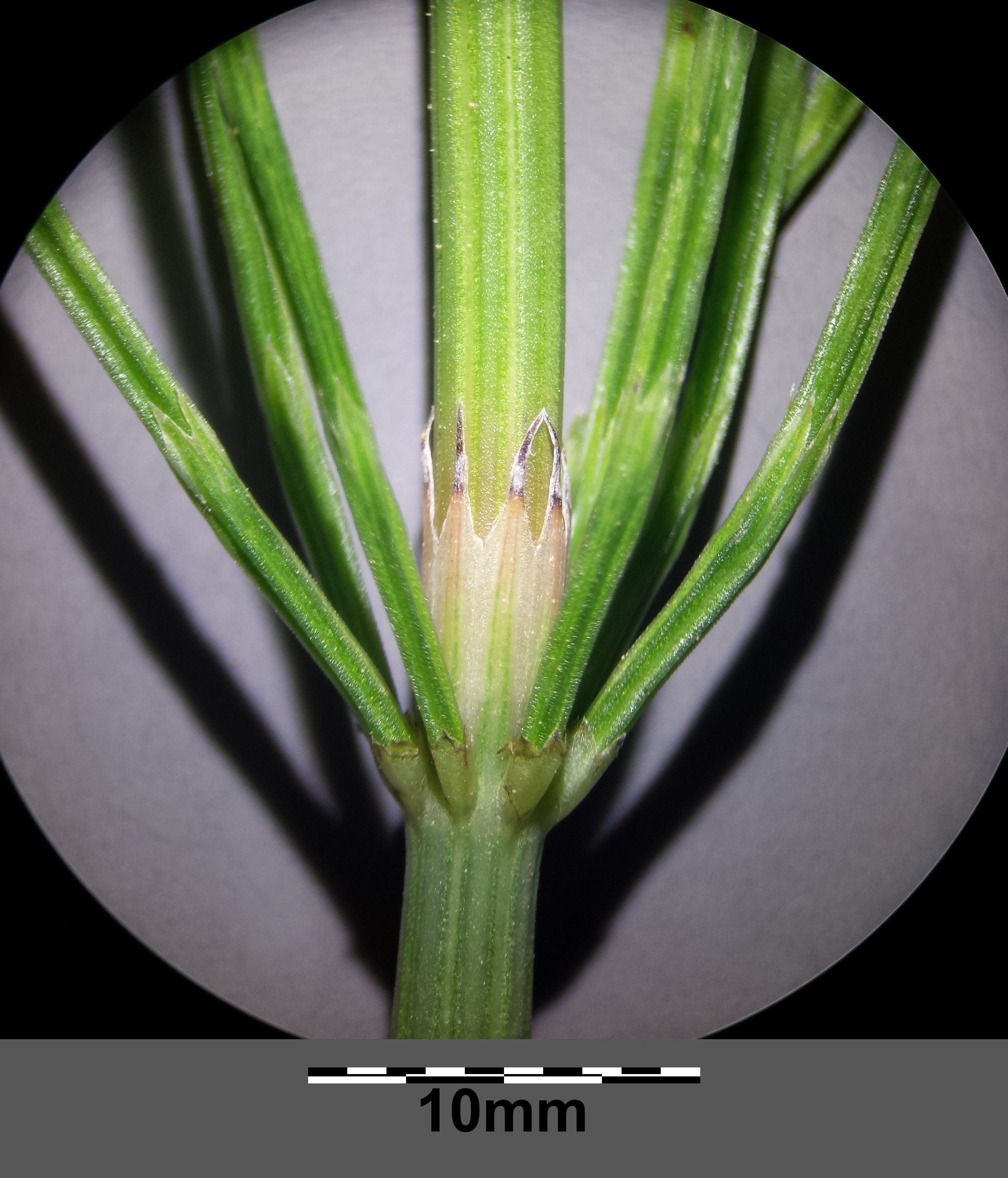
Přeslička rolní
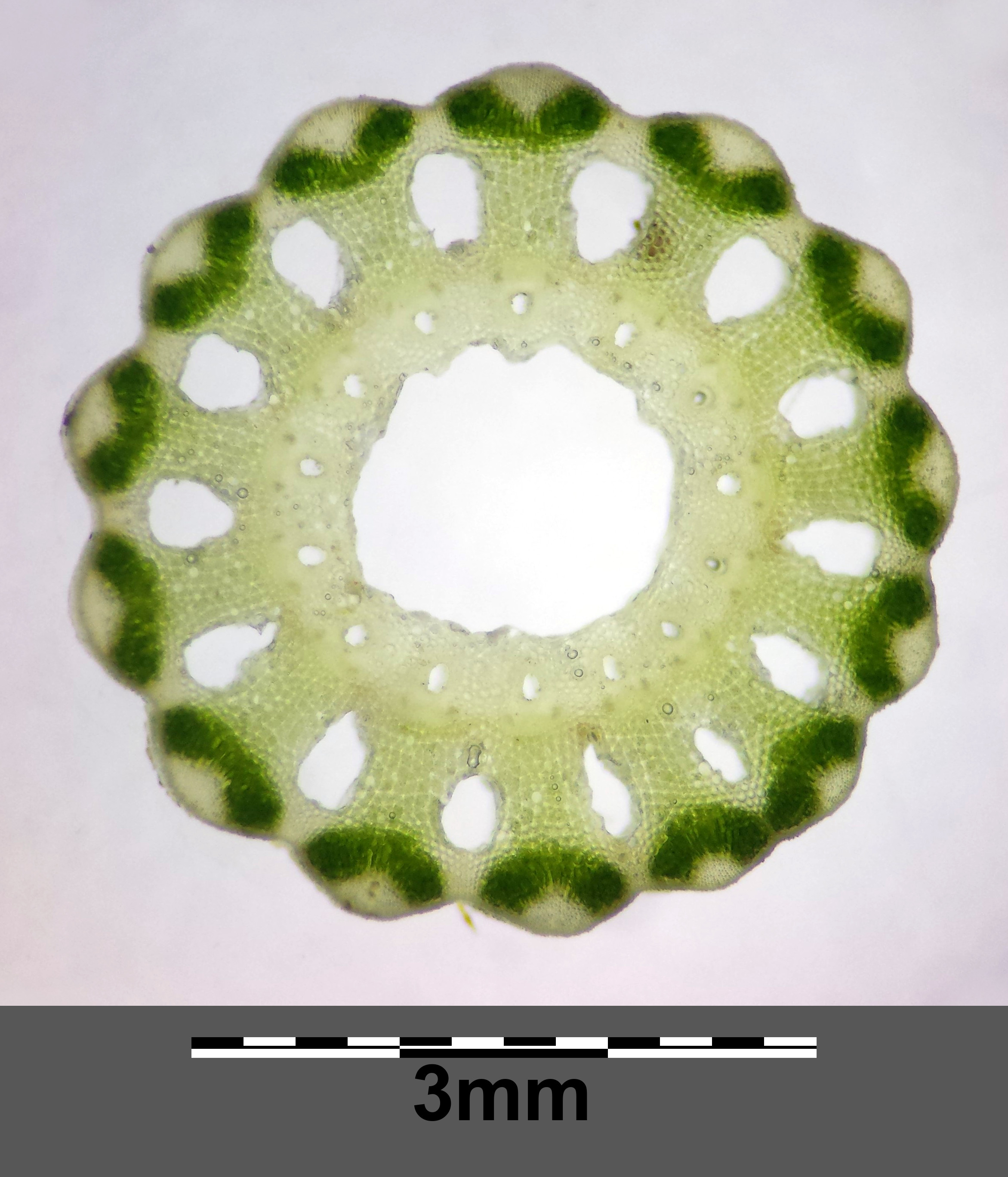
Řez lodyhou přesličky rolní
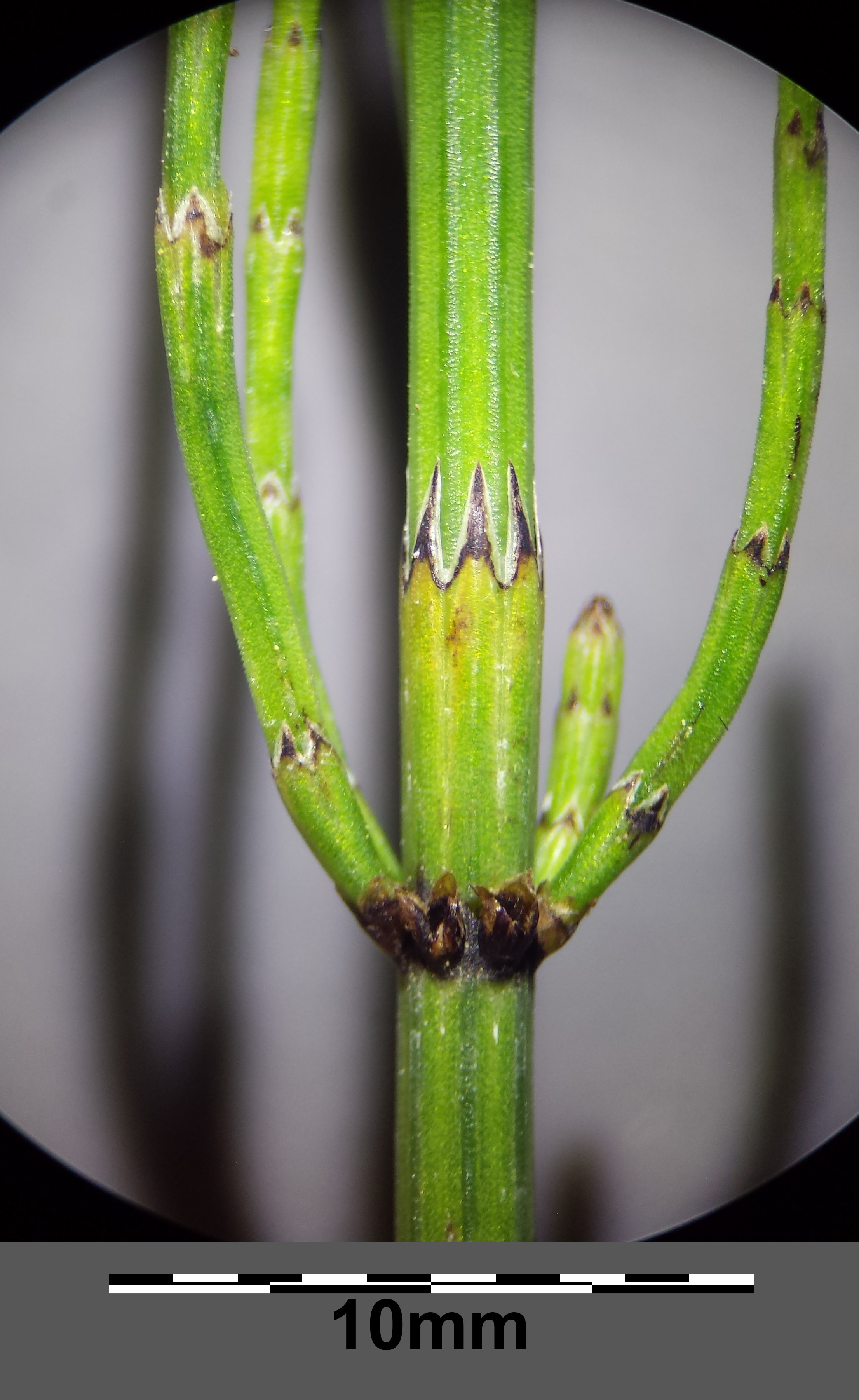
Přeslička bahenní
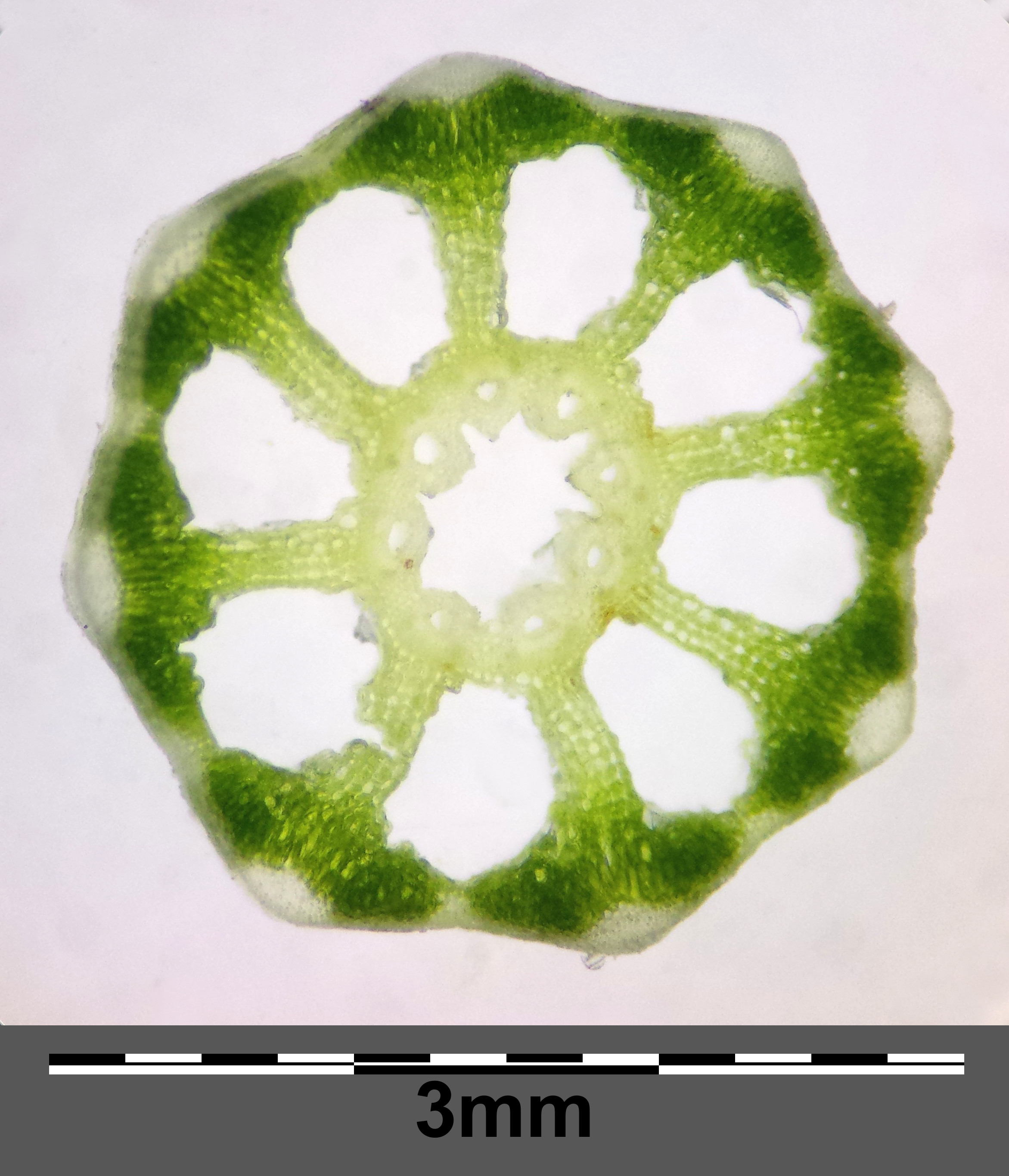
Řez lodyhou přesličky bahenní